# CMASA C.S.38
Il CMASA CS.38 è stato il progetto di un innovativo aereo da caccia diurno, monoposto, monomotore, da intercettazione e superiorità aerea, progettato dall'ing. Manlio Stiavelli nel 1939. Il velivolo avrebbe dovuto montare il prestazionale motore FiatA-38 RC.15-45 da 2000 CV, all'epoca in sviluppo avanzato.

## Storia del progetto
La necessità di avere da parte della Regia Aeronautica un caccia da elevate prestazioni motoristiche spinse la stessa ad incentivare la Fiat a produrre due progetti che prevedevano l'utilizzo del Fiat A.38 un motore aeronautico 16 cilindri a V rovesciata raffreddato a liquido prodotto dall'azienda italiana Fiat Aviazione; questo motore era direttamente derivato dal Fiat AS.8 previsto per il velivolo sperimentale da record CMASA C.S.15.

I progetti erano il Fiat G.55, che però venne dirottato sui già pronti motori tedeschi DB.605, e il CMASA CS.38.
Tuttavia il ritardo nello sviluppo del motore Fiat A.38, spinse la Regia Aeronautica ad orientarsi verso i motori tedeschi che poi vennero usati nei caccia della seconda generazione italiana come il Macchi M.C.205 e il Fiat G.55 e il Re.2005.
Ciò fece decadere l'interesse verso il progetto dell'ing. Stiavelli.

## Tecnica
Dai disegni dell'ing. Stiavelli si comprende come le forme del caccia per l'epoca erano decisamente filanti e aerodinamiche; ciò grazie alla ridotta sezione frontale del motore. 
Una prima versione progettuale prevedeva due eliche bipala controrotanti, poi si preferì un'elica tripala in metallo. 
Aveva una cabina chiusa e un carrello triciclo retrattile con un ruotino in coda. 
L'aereo era costruito interamente in metallo ed aveva un rivestimento superficiale in tela. 
Aveva un'apertura alare di 12,60 m con un'ampia superficie di 24,00 m².
L'armamento previsto consisteva in due mitragliatrici Breda-SAFAT da 12,7 mm, con 300 colpi ciascuna e due cannoncini da 20 mm con 60 colpi.